# Bursztynowa Góra
Bursztynowa Góra – wzniesienie o wysokości 107,9 m n.p.m. na Pojezierzu Kaszubskim położone w woj. pomorskim, na obszarze gminy Kolbudy.
Przed II wojną wzniesienie nosiło nazwę Bernstein Berg, zaś obecnie stosowana nazwa to Bursztynowa Góra.
Teren wzniesienia jest objęty rezerwatem przyrody „Bursztynowa Góra”.
Na południowy wschód od wzniesienia w odległości ok. 800 m leży osada Bąkowo.